# 雷歇斯維爾

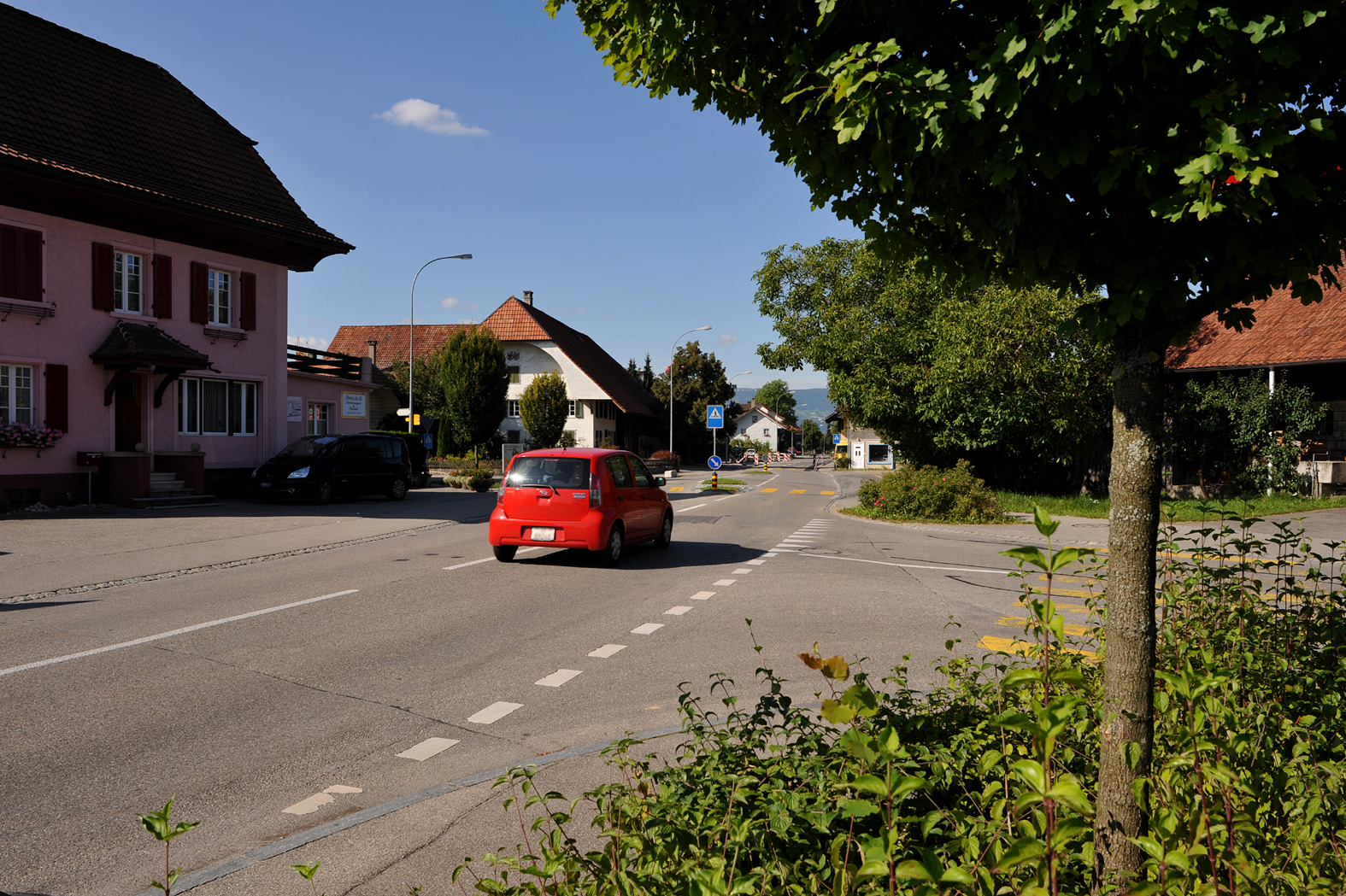

雷歇斯維爾是瑞士的城鎮，位於該國北部，由索洛圖恩州負責管轄，面積3.37平方公里，海拔高度458米，2012年人口1,734，四成人口信奉基督教，人口密度每平方公里515人。

## 外部連結
- Official website （页面存档备份，存于） （德文）